# Oedignatha albofasciata
Oedignatha albofasciata is een spinnensoort uit de familie van de bodemzakspinnen (Liocranidae).
De wetenschappelijke naam van de soort werd in 1907 gepubliceerd door Embrik Strand.